# Christine a Léa Papinovy

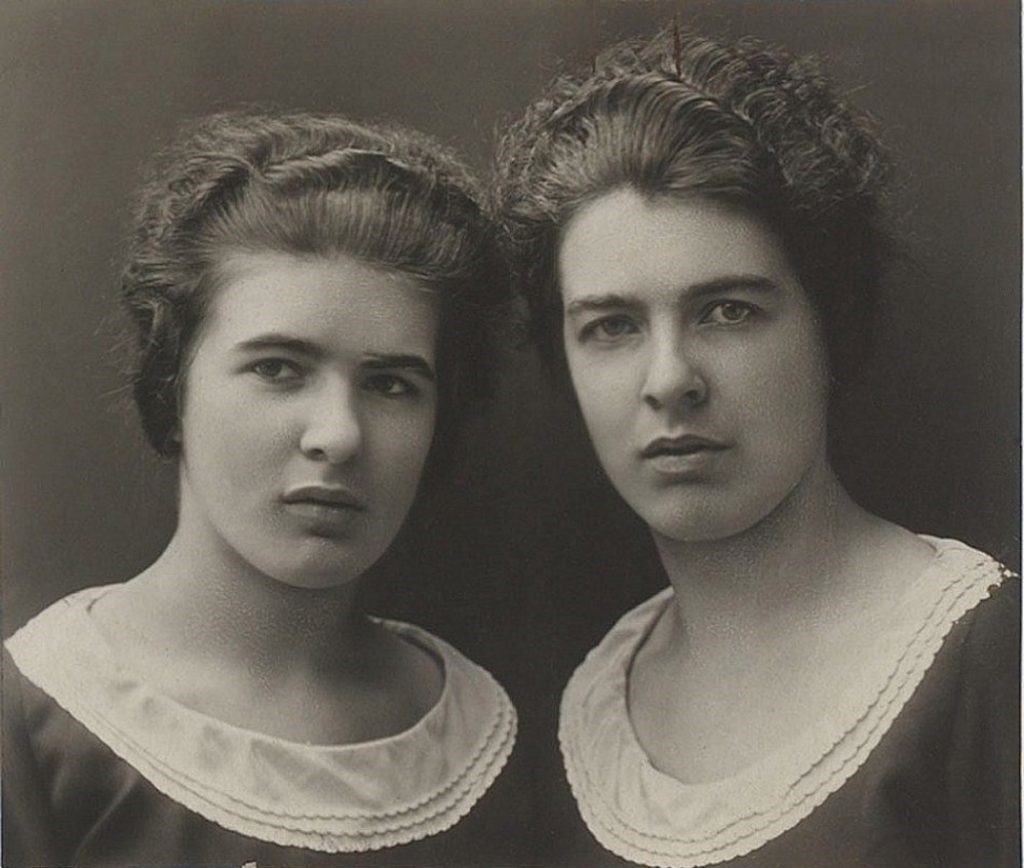
Sestry Léa (vlevo) a Christine Papinovy okolo roku 1928

Christine Papin (8. března 1905 Le Mans – 18. května 1937 Rennes) a Léa Papin (18. května 1911 Le Mans – 24. července 2001) byly francouzské služebné, které v roce 1933 mimořádně brutálním způsobem zavraždily manželku a dceru svého zaměstnavatele. Jejich zločin fascinoval veřejnost a vyvolal diskuzi ohledně nevhodného zacházení se služebnictvem a třídní nespravedlnosti. Tato událost ovlivnila mnoho francouzských intelektuálů, mj. Jean-Paul Sartra, Jacquese Lacana, Simone de Beauvoirovou, či Jeana Geneta.

## Biografie
Emílie (* 1901), Christine (* 1905) a Léa (* 1911) Papinovi se narodily ve francouzském městě Le Mans Clémence Dérréové a Gustavu Papinovi. Rodina byla nefunkční. Clémence popisovalo okolí jako naprosto nezpůsobilou k výchově dětí. Gustave jí podezíral z nevěry se svým zaměstnavatelem, začal pít a chovat se agresivně. Aby manželce kontakt s milencem zamezil, chtěl se z Le Mans odstěhovat, čímž však pouze prohloubil rodinnou krizi. Když bylo Emílii 10 let, otec jí znásilnil. Matka se o incidentu dozvěděla, ale vinu dávala především jí. Věřila, že ho sama svedla a za trest jí poslala do katolického sirotčince Bon Pasteur. Manželství Clémence a Gustava se následně rozpadlo. Christine i Léa byly svěřeny svým příbuzným – Christine strýci z otcovy strany, Léa strýci z matčiny strany. Christine byla zanedlouho přemístěna do stejného sirotčince jako Emílie. Zde se jí dostalo formální výchovy. Vynikala v péči o domácnost a vaření. Emílie se rozhodla stát se řeholnicí. Matka se obávala, že by jí Christine a Léa mohly následovat a neměl by jí tak kdo živit, proto si je raději vzala opět k sobě. Nutila je najít si dobře placené zaměstnání s možností ubytování, aby je nemusela mít v domě, ale zároveň jí mohly pravidelně posílat peníze.
Christine si postupně našla několik zaměstnání, která však zakrátko opustila na naléhání matky, které se vždy zdálo, že není dostatečně dobře placena. V roce 1926 se dostala do služby k advokátovi René Lancelinovi, který ji zaměstnal jako služebnou a kuchařku. René žil v dvouposchoďovém domě v centru Le Mans na Rue Louis Bruyère č. 6 se svou manželkou Léonie a dospělou dcerou Geneviève. Jejich druhá dcera se provdala a odstěhovala za svým manželem. Po několika měsících požádala Christine paní Lancelinovou, aby zaměstnala její sestru jako uklízečku. Ta na to bez výhrad přistoupila. Oběma se zde dostalo na svou dobu nadstandardního zacházení. Měly vlastní vytápěný pokoj, jedly stejné jídlo jako Lancelinovi a byly za práci dobře placeny. Se svými zaměstnavateli si vytvořily zvláštní vztah. S Reném nikdy nemluvily, veškerá jejich komunikace probíhala především s Léonie, kterou familiárně nazývaly „Mamane“, zatímco o vlastní matce, kterou stále finančně podporovaly, mluvily jako o „té ženské“. Kromě návštěv kostela a místní věštkyně se s nikým nebavily a zůstávaly velmi uzavřené. Léonie dostala varování od Christininy bývalé zaměstnavatelky, že dokáže být velmi vzpurná a výbušná, toto varování však ignorovala. Christine a Léi si velmi vážila pro jejich pracovitost. Postupně se u ní však rozvinula deprese, v jejímž důsledku se její vztah k oběma sestrám začal prudce zhoršovat. Kladla na ně čím dál větší nároky a pravidelně je trestala. Nutila je pracovat 14 hodin denně s volnem pouhý půlden v týdnu. Bílou rukavičkou hledala prach na nábytku, pod dveře jejich pokoje zastrkovala dopisy plné urážek, zakázala jim posílat peníze matce a postupně je začala trestat i fyzicky. Mělo dojít i k incidentu, kdy jedné z nich tloukla hlavou o zeď.

## Vraždy
Jednoho dne Léa při zametání přehlédla malý útržek papíru. Léonie Lancelinová to zpozorovala. Donutila jí kleknout si na podlahu a útržek sebrat, zatímco ji silně štípala. Později v jejich pokoji Léa sdělila Christine, že pokud by se taková situace v budoucnosti zopakovala, bránila by se. Ve čtvrtek 2. února 1933 byla rodina Lancelinových pozvána na večeři ke své druhé dceři. René byl do večera ve své kanceláři a s ostatními se měl setkat přímo na místě. Léonie a Geneviève se odpoledne vydaly do města na nákup. Když se asi v 17:30 vrátily, zjistily, že se v domě nesvítí. Vešly dovnitř a vystoupaly po schodech do patra, kde potkaly Christine, která jim vysvětlila, že přes den vyzvedla u opraváře žehličku, která po zapojení spálila pojistku. Nechtěla ji měnit po tmě, protože se domnívala, že se rodina vrátí z večeře až pozdě v noci a půjdou rovnou spát, takže ji bude moci vyměnit ráno za světla. Paní Lancelinová se rozčílila a okamžitě na Christine fyzicky zaútočila. Ta jí udeřila cínovým džbánem do hlavy. Geneviève se zapojila do šarvátky a matku se snažila bránit. Christine náhle vykřikla „Já je zmasakruju!“ a Geneviève prsty vydloubla obě oči, které pohodila na zem. Mezitím z půdy seběhla Léa a připojila se k sestře. Christine ukázala prstem na Léonie a Lée poručila, ať jí „rozmlátí hlavu o zem a vyrve jí oči“. Léa podle příkazu sestry vytrhla Léonie obě oči. Oslepené ženy zůstaly ležet na zemi a křikem se snažily přivolat pomoc. Christine opět sebrala ze země cínový džbán a opakovaně je s ním bila do hlavy, až se kompletně zdeformoval. Poté donesly z kuchyně kladivo a velký nůž a oběti dál bily a bodaly, dokud se nepřestaly hýbat. Poté jim vyhrnuly sukně a svlékly spodní prádlo. Nožem vytvořily hluboké zářezy na jejich lýtkách, stehnech a hýždích. Christine přiznala, že tento postup znala z receptu na pečeného králíka. Nakonec použily menstruační krev Geneviève a pomazaly s ní tělo její matky. Doba trvání celého útoku byla později odhadnuta na 30 minut.
René Lancelin mezitím dorazil na plánovanou večeři. Očekával, že se zde setká s manželkou a dcerou. Když se dozvěděl, že ještě nedorazily, vypravil se v doprovodu svého zetě domů. Na místo se dostali mezi 18:30 a 19:00. V zamčeném domě svítila pouze svíčka v okně sester Papinových. Zevnitř se nikdo neozýval. René dostal strach, že se stalo něco závažného a vydal se na policejní stanici. Vyslaný policista přelezl zídku do zahrady a dostal se do domu, kde objevil zavražděné ženy. Jedno oko Geneviève leželo na schodech, druhé se nacházelo pod jejím tělem. Obě oči Léonie byly zamotané v jejím ozdobném šátku. Obličeje obou žen byly v takovém stavu, že je nebylo možné rozpoznat. René se obával, že se oběťmi útoku staly i Christine a Léa. Jejich pokoj našli zamčený. Uvnitř slabě svítila svíčka, ale nikdo jim neodpovídal. Do domu musel být přivolán zámečník. Když konečně otevřeli dveře, našli obě sestry nahé v posteli. Na židli vedle nich leželo kladivo se stopami krve, vlasů a mozkové tkáně. Obě se k činu okamžitě doznaly.

## Soudní proces

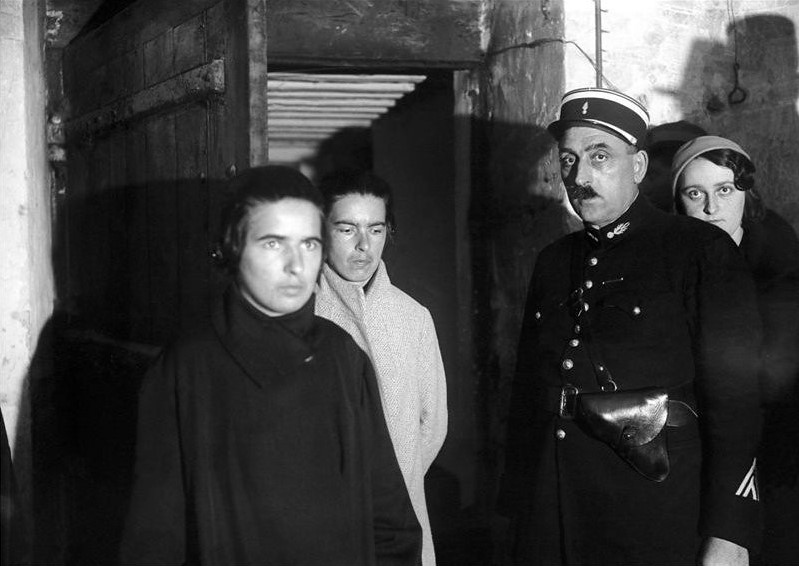
Sestry Papinovy během soudního procesu

Sestry Papinovi byly obžalovány z dvojnásobné vraždy. Bylo rozhodnuto, že do vynesení rozsudků budou vězněny odděleně. Christine se dožadovala setkání s Léou a během výbuchů hněvu se sebepoškozovala, odmítala jíst a pokusila se vytrhnout si oči. Musela být proto umístěna do svěrací kazajky. Setkání bylo nakonec sestrám umožněno. Christine se během něho začala svlékat a na Léu vykřikla „Prosím tě, řekni ano!“, což vedlo k domněnkám, zda spolu neudržovaly incestní vztah. Během celého procesu zůstávala soudní budova v obležení stovek lidí. Sestry trvaly na tom, že jednaly v sebeobraně. Jejich právníci se také snažili soud přesvědčit o jejich nepříčetnosti, která však byla vyloučena třemi soudními znalci. Jejich počínání bylo označeno za promyšlené, o čemž měl svědčit fakt, že po vraždách dům uklidily a umyly se, což je však v rozporu s tím, že obě mrtvoly zanechaly na místě a nikam neutekly. Christine byla označena za organizátorku vražd a byla odsouzena k stětí gilotinou, ke kterému mělo dojít 30. září 1933 na hlavním náměstí v Le Mans. V případě Léi byla jako polehčující okolnost uznána její podřízenost sestře, a byla tedy odsouzena pouze k 10 letému trestu odnětí svobody. Výkon popravy byl pozastaven a 22. ledna 1934 francouzský prezident Albert Lebrun svým výnosem trest definitivně zrušil. Po opětovném projednání byla Christine odsouzena na doživotí spojené s výkonem těžké práce.

## Další vývoj případu
Christine se nedokázala smířit s odloučením od své sestry. Trpěla depresemi a odmítala přijímat potravu. Její stav byl natolik vážný, že musela být přesunuta do psychiatrické léčebny v Rennes, kde se dále zhoršoval až do 18. května 1937, kdy podlehla kachexii. Lée se ve vězení dařilo dobře a v roce 1941 byla propuštěna. Nastěhovala se zpět ke své matce do města Nantes, změnila si jméno a nechala se zaměstnat jako pokojská v hotelu. Její další osud není znám. Podle některých zdrojů zemřela v roce 1982. Filmař Claude Ventura však potvrdil, že během natáčení dokumentu En Quête des Soeurs Papin o tomto případu objevil Léu v roce 2000 v nejmenovaném hospici. Byla po mozkové příhodě, nemohla chodit ani mluvit a o rok později zde také zemřela. Žádný konkrétní důkaz o tom, že se jednalo o skutečnou Léu Papinovou, však neposkytl. Hrob obou sester se nachází na hřbitově Cimetiere La Bouteillereie v Nance. Náhrobek Léi skutečně nese datum úmrtí 24. července 2001.

## Reakce společnosti
Tento případ vyvolal ve francouzské společnosti obrovské pozdvižení. Stala se z něho novinářská senzace. Média dvojici označovala jako Les Diaboliques (ďáblice). U široké veřejnosti si získaly sympatie díky tomu, že se dokázaly vzepřít kruté buržoazii. Pro filmaře, filozofy a literáty byl rovněž případ názorným příkladem třídního boje. Inspirovala se jím například divadelní hra Jeana Geneta Služky (1947). Odborníci z oboru psychiatrie naopak tvrdili, že se jednalo o vzácný projev takzvané folie à deux, tedy sdílené psychózy či deziluze, kdy blízká dvojice podléhá bludům, které by se u nich odděleně neprojevovaly.